# Лангманн, Тома
Тома Лангманн (фр. Thomas Langmann; 24 мая 1971, Париж, Франция) — французский кинопродюсер, актёр, сценарист и режиссёр, обладатель премии «Оскар» за лучший фильм.

## Биография
Родился в Париже в 1971 году. Он является сыном режиссёра Клода Берри.
Лангманн начал свою карьеру как актёр в фильмах своего отца, когда он был подростком, получил номинации на премию Сезар за самый многообещающий новичок для Les années sandwiches в 1988 году и Paris s'éveille в 1991 году, а также номинации за лучшую мужскую роль в 1993 году для Le Monde nombril.
Он также участвовал в создании фильма «Артист», получив за это Оскар в 2012 году.

## Фильмография
Продюсер
- 2011 — Новая война пуговиц
- 2011 — Артист

Режиссёр
- 2008 — Астерикс на Олимпийских играх